# ساندرا سانت فيكتور
ساندرا سانت فيكتور (بالإنجليزية: Sandra St. Victor)‏ هي مغنية ومغنية مؤلفة أمريكية، ولدت في 28 مايو 1963.

## وصلات خارجية
- الموقع الرسمي
- ساندرا سانت فيكتور على موقع IMDb (الإنجليزية)
- ساندرا سانت فيكتور على موقع ميوزك برينز (الإنجليزية)
- ساندرا سانت فيكتور على موقع أول ميوزيك (الإنجليزية)
- ساندرا سانت فيكتور على موقع ديسكوغز (الإنجليزية)